# Yasmani Martínez
Pour les articles homonymes, voir Martínez.
Yasmani Martínez Regalado (né le 21 avril 1987) est un coureur cycliste cubain.

## Biographie
Il remporte le Tour de Cienfuegos en 2006, une course cubaine de six étapes. En 2008, il termine troisième de son championnat national et remporte en solitaire la septième étape du Tour du Costa Rica.

## Palmarès
- 2008
  - 7e étape du Tour du Costa Rica
  - 3e du championnat de Cuba du contre-la-montre
- 2010
  - 2e étape du Tour du Costa Rica
- 2011
  - 3e du championnat de Cuba sur route
  - 3e du championnat de Cuba du contre-la-montre
- 2012
  - 3e du Trophée de la Caraïbe

## Classements mondiaux
| Année            | 2008 | 2009 | 2010 | 2011 | 2012 | 2013 | 2014 |
| ---------------- | ---- | ---- | ---- | ---- | ---- | ---- | ---- |
| UCI America Tour | 387e | 181e | 353e | 51e  | 213e | 293e | 382e |